# بانک مرکزی قطر
بانک مرکزی قطر (عربی: مصرف قطر المركزي) بانک مرکزی کشور قطر است، که در سال ۱۹۷۳ تأسیس شد.